# 7861 Messenger
7861 Messenger este un asteroid din centura principală, descoperit pe 2 martie 1981, de Schelte Bus.